# بنجامين لادرا
بنجامين لادرا هو ناشط حقوقي سويدي. اشتهر بتعزيز الوعي حول انتهاكات حقوق الإنسان في الضفة الغربية المحتلة عبر سيره مسافة 4800 كيلومتر (3000 ميل) بمفرده في رحلةٍ انطلقت من مدينة غوتنبرغ في السويد إلى القدس، مارًا بثلاثة عشر دولة هي: ألمانيا وجمهورية التشيك وسلوفاكيا والنمسا وسلوفينيا وكرواتيا وصربيا وبلغاريا واليونان وتركيا ولبنان والأردن.

## النشأة
لادرا هو مواطنٌ أصليٌ من مدينة أوميو.
بعد تخرجه من المدرسة الثانوية، باشر لادرا برنامجًا لدراسة الموسيقى مدّته أربع سنواتٍ قبل انتقاله للتخصص في الدراسات العالمية. قضى سنةً من حياته في اليابان يتعلم اليابانية. انبثق اهتمامه بالقضية الفلسطينية نتيجة صداقةٍ جمعته بعائلةٍ مهاجرة فلسطينية. لم ينجح بإكمال شهادته الجامعية لتزامن آخر حلقةٍ دراسيّة لديه مع إضرابٍ عن الطعام كان مشاركًا فيه. في عام 2016، بعد قضائه بعضًا من الوقت في باريس، ارتحل إلى نابلس لثلاثة أسابيع، ليعزف على الطبل في مشروعٍ موسيقيٍّ يُدعى «إثنو». زار خلال فترة مكوثه مدينة الخليل أيضًا، والتي طافها برفقة حركة «شباب ضد المستوطنات» بقيادة الناشط عيسى عمرو وصُعق بالعزل العنصري الممارس في الشارع من قبل المستوطنين الإسرائيليين هناك.

## نشاطه
كان لادرا موظّفًا في الصليب الأحمر قبل مسيره. مُتأثّرًا بالظروف المعيشية التي شهدها خلال رحلته التي دامت ثلاثة أسابيع في الضفة الغربية المحتلة خلال شهر أبريل من العام 2017، نظّم حملة إضرابٍ عن الطّعام تضامنًا مع 1600 سجين سياسي فلسطيني ضمن السجون الإسرائيلية. وأشار قائلًا: «صُدمتُ بما رأيته هناك، كل تلك الجدران، جنودٌ يجوبون الشوارع حاملين بُندقيات إم-60. سمعتُ قصصًا حول 300 طفل سجين وغاراتٍ على المنازل». في عام 2017، بدأ لادرا التخطيط لمسيره من مدينة غوتنبرغ إلى القدس لتعزيز الوعي حول انتهاكات حقوق الإنسان في الضفة الغربية؛ باع جميع ممتلكاته لتمويل رحلته، والتي روّج لها على صفحات التواصل الاجتماعي تحت هاشتاغ #امشِ_إلى_فلسطين (#WalkToPalestine).

### مسار الرحلة
بدأ لادرا مسيره، على أن يخطو مسافةً بين 8 إلى 10 أميال يوميًا في المتوسط، انطلق من غوتنبرغ في الخامس من أغسطس عام 2017، بالتزامن مع الذكرى السنوية لوعد بلفور. متنقّلًا بحملٍ خفيف، توقع وصوله إلى وجهته في شهر يونيو أو مايو عام 2018. خلال رحلته التي مرّ فيها بـ 13 دولة، تمكّن من جمع أكثر من 18 ألف متابع على الإنستغرام وأكثر من 20 ألف متابع على فيسبوك. اضطُّرّ خلال رحلته إلى سلوك طريقٍ عكس مسار اللاجئين خلال أزمة اللجوء الأخيرة إلى أوروبا، تلقى الأوروبيون عامّة قصة سفره بالفضول وحُسن النيّة، مع حادثتين فقط شوهتا مسير رحلته: إذ تعرّض للكمةٍ لدى دخوله ضمن مظاهرةٍ في ألمانيا، كما احتُجِزَ في جمهورية التشيك وخضع للتفتيش الشخصي من قبل حُرّاس أمنٍ إسرائيليين بالقرب من سفارتهم في براغ لحمله علمًا فلسطينيًا. غالبًا ما اتصل الناس الذين رأوه بشرطتهم المحليّة. اتّصلت إحدى النساء في النمسا بالشرطة لدى رؤيتها له حاملًا العلم فلسطيني، الذين واجهوه بقوّةٍ مصوّبين عدة مسدّساتٍ باتجاهه. أوضح لادرا في نهاية رحلته بلقائه «كلًا من الشرطة العسكرية والخدمات السرية والشرطة العادية والشرطة المدنية وشرطة مكافحة الإرهاب وفرق التّدخّل السريع». قدّمت له السفارات الفلسطينية في أوروبا الدعم عبر إعلامه بتواجد فلسطينيين على طول طريقه مُتعاطفينَ مع مشروعه. خاض لادرا على طول طريقه نقاشاتٍ عديدةً أملًا في تعزيز الوعي حول التطورات الحادثة في الضفة الغربية، وحالَ ما ذاع صيته، دُعي لإلقاء محاضراتٍ حول الظلم.
دخل لبنان عن طريق مرفأ المينا حيث استجوبته شرطة المخابرات لستّ ساعات. ثم سافر عبر البلاد وجمع شهاداتٍ من الفلسطينيين حول محنتهم أثناء زيارته لمخيمات البدّاوي ونهر البارد ومار الياس للاجئين الفلسطينيين. غيرَ قادرٍ على دخول إسرائيل من لبنان، ذهب شمالًا إلى بيروت وتوجّه إلى عمان، حيث مشى باتجاه الحدود الأردنية.
في السادس من شهر يوليو عام 2018، بعد وصوله إلى معبر الملك حسين، الذي يربط بين الأردن والضفة الغربية، ويبعد فقط بضع مئاتٍ من الأمتار عن وجهته، احتُجِزَ لادرا واستُجوِب لست ساعات ورفض المسؤولون الإسرائيليين إدخاله.
الأسباب الرسمية التي رُفضَ على أساسها دخوله فلسطين كان لاعتباره كاذبًا، وأنّ هدفه الحقيقيّ هو «تنظيم احتجاجات في قرية النبي صالح»، وهو اتّهامٌ رفضه بشدّة.
نظرًا لجهوده، أعطى الرئيس الفلسطيني محمود عباس لادرا الجنسيّة الفلسطينية ومنحه وسام الاستحقاق.